# 韩常
韩常（？—1151年），字元吉，燕山人，金朝初年将领。
韩常之父韩庆和，为辽朝统军，金兵南下，韩常随父降金，授千户。天会年间，南伐宋朝，跟随完颜宗翰下河东、河北诸州县，韩常出知庆源府。完颜宗尧经略陕西，驻泾州，至熙河，阿里、斜喝、韩常三猛安为前军，斜卯阿里与高彪监护水运。完颜宗弼渡长江北还，跟随完颜宗尧定陕西。与张浚的宋军爆发富平之战。金军分为二，完颜宗弼在东面结阵，韩常在西面结阵。吴玠兄弟出兵奋击，完颜宗弼陷重围之中，流矢射中韩常左目。韩常大怒拔箭，血流淋漓，用土塞上创口，跃马搏战解围，与完颜宗弼一起逃出。
绍兴十年（1140年）五月，金兵围顺昌，刘锜设伏城下，擒千户阿黑等二人，阿黑等人告知：“韩常韩将军扎营白沙涡，距城三十里。”刘锜夜袭成功。众将请先击韩将军，刘锜说：“击韩虽退，兀术（完颜宗弼）精兵尚不可当，法当先击兀术。兀术一动，则余无能为矣。”完颜宗弼合龙虎大王、盖天大王与韩常之兵进逼郾城。岳飞派岳云、杨再兴迎战。闰六月二十壬辰，岳飞派统制张宪在颍昌府击败韩常，收复颍昌。完颜宗弼至陈州，数落诸将之罪，韩常以下全都鞭打，率众回到汴京。韩常想要以五万军马归附南宋。岳飞大喜，对属下说：“直抵黄龙府，与诸君痛饮尔！”不久，宋高宗令岳飞班师。次年，完颜宗弼召阿鲁补，与许州韩常、颍州大㚖、陈州赤盏晖会于汴京。宗弼、韩常与龙虎大王率军绕过岳飞大军，兵至庐州。王德在含山击败韩常。
许州都统韩常用法严，好杀人，派人送囚徒到汴京，有人途中逃亡，监吏怕失囚获罪，想要尽杀诸囚灭口。元帅府令史高昌福得知监吏之意，调查详情，免死者十之七八。
完颜宗弼攻打河南，南宋李显忠为招抚司前军都统制，在孔城镇击败金军。完颜宗弼对韩常说：“李世辅归宋，不曾立功，此人敢勇，宜且避之。”于是焚烧庐江退走。绍兴二十九年（1159年），完颜亮南侵，李显忠派遣统制官韦永寿等以二百骑至安丰军，在大人洲击败韩常之子小韩将军（韩棠）率领的五千人。
完颜亮正隆年间，罢诸路汉军，只有威勇、威烈、威捷、顺德及“韩常之军”之号保留下来。金天德三年（1151年），韩常为完颜亮所杀。大定年间，衍庆功臣包括骠骑卫上将军韩常。